# Tierpark Hagenbeck
Koordinaten: 53° 35′ 47″ N, 9° 56′ 16″ O
Der Tierpark Hagenbeck (ehemals Hagenbecks Tierpark) ist ein Zoo in Hamburg. Der im Stadtteil Stellingen gelegene Tierpark ist ebenso wie das 2007 daneben eröffnete Tropen-Aquarium Hagenbeck in Familienbesitz. Er geht auf die im Jahr 1863 von Carl Hagenbeck sen. begründete Carl Hagenbeck’s Handels-Menagerie am Spielbudenplatz im Stadtteil St. Pauli zurück, die 1866 von Carl Hagenbeck jun. zum Neuen Pferdemarkt verlegt wurde.
Am 7. Mai 1907 eröffnete Hagenbeck den weltweit ersten Tierpark ohne Gitter am jetzigen Standort außerhalb der Stadt. Der Tierpark gehört mittlerweile zum Hamburger Bezirk Eimsbüttel, wird im Volksmund zumeist nur als Hagenbeck bezeichnet und von Richard Germer mit „Geh'n wir mal zu Hagenbeck“ besungen. Der Tierpark ist auch Gastgeber und Handlungsort der NDR-Fernsehserie Leopard, Seebär & Co.

## Park

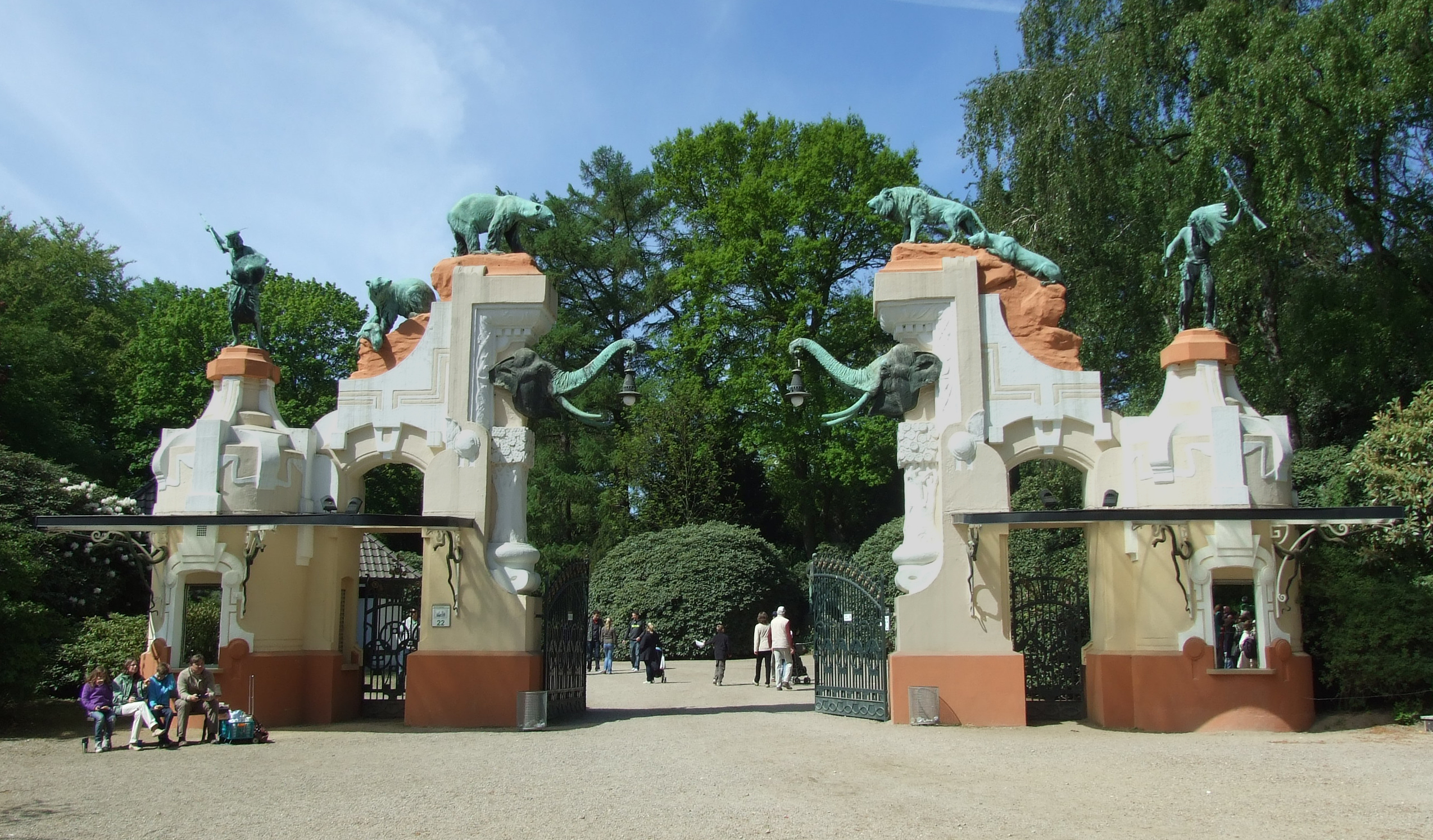
Ehemaliger Haupteingang

Die Parkanlage umfasst 19 Hektar und bietet ein Wegenetz von mehr als sechs Kilometern Länge. Neben vielen Freigehegen gibt es im Tierpark Hagenbeck viele Pflanzen aus aller Welt zu besichtigen.
Der ehemalige Haupteingang zum Tierpark nach einem Entwurf des Theaterarchitekten Moritz Lehmann wurde 1907 mit der Eröffnung des Parks eingeweiht. (Lehmann wirkte 1899 auch an der Gestaltung des Zoologischen Gartens Berlin mit.) Die Tierfiguren am Tor entstanden nach den Modellen des Düsseldorfer Bildhauers Josef Pallenberg  (* 6. August 1882; † 26. Juni 1946), der auch die Vorlagen für die Saurier-Figuren im Tierpark erstellt hatte. Mit der Umgestaltung des Parks von 2003 verlor das Tor seine Funktion. Es wird als Baudenkmal in der Liste der Kulturdenkmäler in Hamburg-Stellingen (Objekt-ID 19877) geführt.
Zu erreichen ist der Tierpark Hagenbeck mit Bussen und der U-Bahn-Linie U2 – er liegt an der Haltestelle Hagenbecks Tierpark.

## Status und Organisation
Der Tierpark befindet sich im Privatbesitz zweier Linien der Familie Hagenbeck und ist der einzige Großzoo Deutschlands, der ohne regelmäßige staatliche Beihilfen auskommt. Im Tierpark sind 170 Mitarbeiter sowie zusätzliche Saisonarbeiter tätig. Die täglichen Betriebskosten betragen 41.000 €, darin enthalten sind Futterkosten von 2000 €.
Da die Einnahmen aus den Eintrittsgeldern der durchschnittlich 6.000 Besucher pro Tag lediglich die Kosten für den laufenden Betrieb decken, wurde 1998 zur weiteren Unterstützung Hagenbecks der Verein der Freunde des Tierparks Hagenbeck gegründet. Ebenfalls der Unterstützung verschrieben hat sich die Stiftung Tierpark Hagenbeck.
1997 wurde der gesamte Tierpark Hagenbeck in die Denkmalliste der Stadt Hamburg eingetragen.

## Leitung
Nach dem Tod von Tierpark-Gründer Carl Hagenbeck 1913 hatten seine Söhne Heinrich Hagenbeck (1875–1945) und Lorenz Hagenbeck (1882–1956) die Leitung inne, wobei Lorenz insbesondere den Circus Carl Hagenbeck aufbaute und führte.
1945 wurde Carl-Heinrich Hagenbeck (1911–1977), Sohn Heinrich Hagenbecks, Tierpark-Leiter. Ab 1956 führte er die Geschicke gemeinsam mit dem von Lorenz Hagenbeck abstammenden Dietrich Thomas Hagenbeck (1933–1982).
Bis zu seinem Tod im Jahr 1982 war Dietrich Thomas Hagenbeck Leiter des Tierparks, anschließend übernahmen dessen Tochter Caroline Hagenbeck (1959–2005) und deren Onkel 3. Grades Carl Claus Hagenbeck (* 1941) die Geschäftsführung. In einem Gesellschaftervertrag wurde festgelegt, dass die auf Heinrich und Lorenz Hagenbeck zurückgehenden Familienzweige jeweils eine Person in der Tierpark-Leitung stellen.
Caroline Hagenbeck schied 1989 aus der Geschäftsführung aus, ihre Nachfolge trat ihr Ehemann Joachim Weinlig-Hagenbeck (* 1956) an. 2004 übergab Carl Claus Hagenbeck an seinen Schwiegersohn Stephan Hering-Hagenbeck (* 1967). Hering-Hagenbeck war vorrangig für die Zoologie, Weinlig-Hagenbeck für das Kaufmännische zuständig. Im Sommer 2012 kehrte Carl Claus Hagenbeck in die Tierpark-Leitung zurück, Hering-Hagenbeck rückte auf den Posten des zoologischen Direktors und blieb dies bis 2018. Schon vor Carl Claus Hagenbecks Rückkehr 2012 waren zwischen ihm und Weinlig-Hagenbeck öffentlich Meinungsverschiedenheiten ausgetragen worden. Im April 2015 schieden beide aus der Geschäftsführung aus, die zunächst von Hering-Hagenbeck und Weinlig-Hagenbecks Tochter Friederike Hagenbeck übernommen wurde. Ab Juni 2015 führten dann Friederike Hagenbeck und Bettina Hagenbeck (Tochter von Carl Claus Hagenbeck) die Geschicke. Laut Hamburger Morgenpost lagen beide „im Clinch“, 2020 gaben sie die Geschäftsführung ab.
Am 1. April 2020 übernahmen Dirk Albrecht und Ludgar Patt die Leitung des Tierparks. Patt schied im Juni 2020 wieder aus, Albrecht, ein Vertrauter von Carl Claus Hagenbeck, blieb im Amt. In der Folge kam es zu Zerwürfnissen zwischen Albrecht und Teilen der Belegschaft. Mehrere Tierpfleger kündigten. Zum Jahresende 2024 geht Albrecht in Rente.
Seit Januar 2025 wird der Tierpark von einer Doppelspitze geleitet. Beide Geschäftsführer waren zuvor bereits bei Hagenbeck tätig: Guido Westhoff war Zoologischer Direktor, Walter Wolters Leiter des Wildgeheges Klövensteen.

## Geschichte
Der Fischhändler Gottfried Hagenbeck (1810–1887) kaufte 1848 einigen Finkenwerder Fischern Seehunde ab und präsentierte sie in Hamburg-St. Pauli der Öffentlichkeit. Die Hamburger kamen zahlreich, um die Tiere zu sehen. 1866 übernahm sein ältester Sohn Carl Hagenbeck (1844–1913) mit 21 Jahren das Geschäft und baute es aus. Er eröffnete 1874 ein größeres Geschäft am Neuen Pferdemarkt 13 und nannte dieses „Hagenbeck’s Thierpark“.

### Völkerschauen

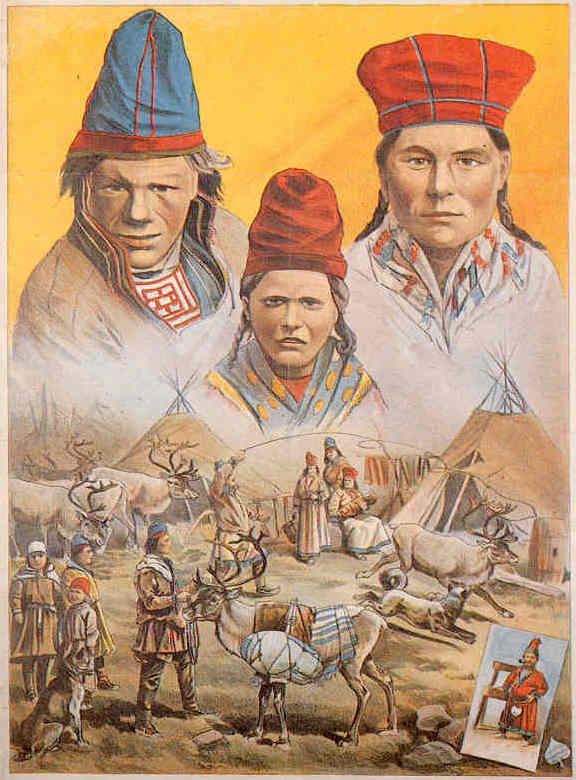
Adolph Friedländer: Plakat für eine Lappen-Völkerschau bei Carl Hagenbeck 1893/94

Um 1900 wurden Afrikaner und Indianer in Völkerschauen in Hagenbecks Tierpark gezeigt, wozu es in einem Teil des Parks eigene Kulissen gab. Kommerziell waren diese Völkerschauen überaus erfolgreich. In keinem Verhältnis dazu standen die geringen Entlohnungen der Dargestellten, die häufig unter falschen Versprechungen angeworben wurden. Teilweise wurden die Menschen gegen ihren Willen entführt. Auch die medizinische Betreuung war mangelhaft: Eine Eskimo-Dorfgemeinschaft starb an Pocken, weil man vergessen hatte, sie zu impfen. Carl Hagenbeck war der erste und in finanzieller Hinsicht erfolgreichste Veranstalter der Menschenzoos. 1906 hatte Carl Hagenbeck genug Geld mit den Völkerschauen verdient, um seine Pläne eines neuen Tierparks umsetzen zu können.

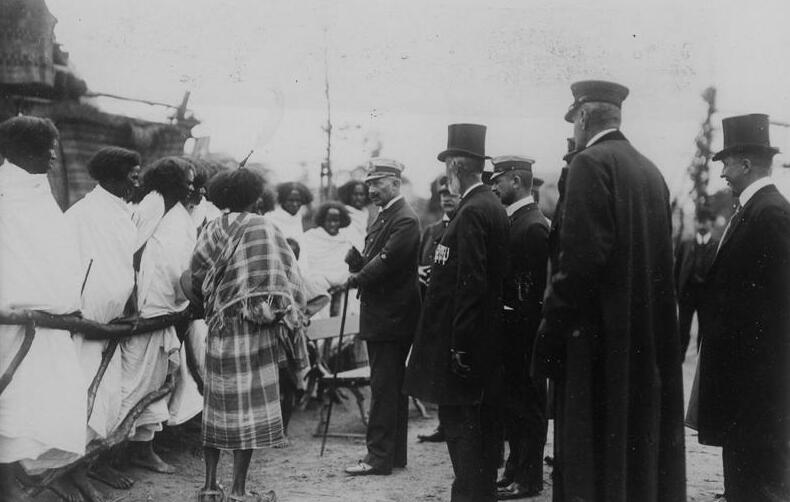
Kaiser Wilhelm II. begegnet einer Gruppe Äthiopier bei einer Völkerschau im Tierpark Hagenbeck (1909)

Durch die zunehmende Kritik konnte kein Geld mehr damit verdient werden. Von den Feuerländern überlebten nur wenige, die wieder die Heimreise antreten konnten. Diese brachten die Tuberkulose mit, aufgrund der bis etwa 1970 zahlreiche Personen des Volkes starben.

### Zirkus und Standortausbau
1887 eröffnete Carl Hagenbeck seinen ersten Zirkus, in dem später auch dressierte Löwen gezeigt wurden. 1896 erfand er eine Zooanlage ohne Gitter. Diese Erfindung wurde zum Patent angemeldet. Zum ersten Mal konnten die Tiere in einer annähernd artgerechten Umgebung gezeigt werden.
1897 kaufte Carl Hagenbeck Grund im damals preußischen Stellingen (ab 1937/38 zu Hamburg). Sein Plan wurde nach jahrelanger Bauzeit 1907 mit der Eröffnung des Tierparks Hagenbeck umgesetzt. Der Bau einer artgerechten Umgebung für die Tiere im Zoo wurde von vielen anderen Zoos übernommen. Die Söhne Carl Hagenbecks, Lorenz und Heinrich Hagenbeck, führten das Werk ihres Vaters fort. Von 1909 bis 1913 beförderte die Rundbahn im Hagenbeckschen Tierpark mit der Borsig-Dampflok Drache pro Jahr jeweils etwa 100.000 Fahrgäste.
1909 eröffnete Kaiserin Auguste Viktoria von Schleswig-Holstein-Sonderburg-Augustenburg die Straußenfarm.

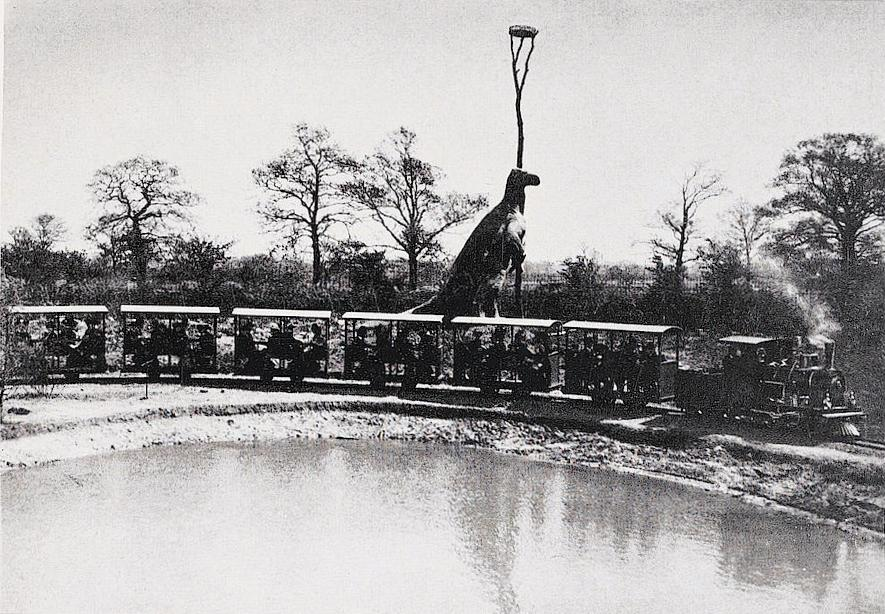
Rundbahn mit 600 mm Spurweite im Hagenbeckschen Tierpark

1916 gründete Lorenz Hagenbeck den „Circus Carl Hagenbeck“, der weite Teile der Welt bereiste. 1928 erschien der Dokumentarfilm Bei Carl Hagenbeck in Stellingen der Vera-Filmwerke.
1937 wurde der Tierpark unter der Leitung Heinrich Hagenbecks wesentlich erweitert und neu gestaltet. Im selben Jahr entstand eines der bis heute modernsten Elefanten-Freigehege der Welt.
Im Jahre 1943 wurde während der Operation Gomorrha der Park durch Fliegerbomben zu etwa 70 % zerstört. Neun Mitarbeiter und zahlreiche Tiere starben. Nach den Bombenangriffen im Zweiten Weltkrieg wurden auch indische Elefanten von Hagenbeck zur Trümmerbeseitigung und zum Wiederaufbau im Zoo und auch in der Innenstadt eingesetzt. Nur mit großen finanziellen Investitionen der Familie Hagenbeck konnte der Zoo wieder erbaut werden. Er wurde größer und mit mehr Platz für die Tiere neu gestaltet. 1947 ließ die britische Besatzungsmacht zahlreiche Tiere als Zwangsleihgabe für den Londoner Zoo verschiffen.

### Nachkriegszeit
Ab 1953 produzierte der norddeutsche Fernsehsender NWDR mit Peter Kuhlemann als zoologischem Moderator im Tierpark – noch vor der TV-Reihe Ein Platz für wilde Tiere mit Bernhard Grzimek – 31 Folgen der Fernseh-Zooreihe Was weiß man schon von Tieren – Geh’n wir mal zu Hagenbeck.
Besondere Aktionen seit den 1950er Jahren waren Konzerte, die von Emil Köhrmann ins Leben gerufenen Kinderfeste sowie Indische Elefantenfeste. Letztere werden seit 1984 als Dschungelnächte vermarktet. Der Zoo hat bis in die Nacht hinein geöffnet, Aktionen waren u. a. Feuerschlucker, Elefantenreiten, Musik und Tanz aus verschiedenen Kulturen, bis dann der Abend durch das Bengalische Feuerwerk abgeschlossen wird. Auch wurden einige Sonderausstellungen gezeigt, wie im Winter 1992/93 Dinomation – Die Dinosaurier sind zurück, im Winter 1993 Die Wale und im Sommer 1995 Elefant und Mensch. Es folgten dann die Romantischen Nächte im Tierpark.

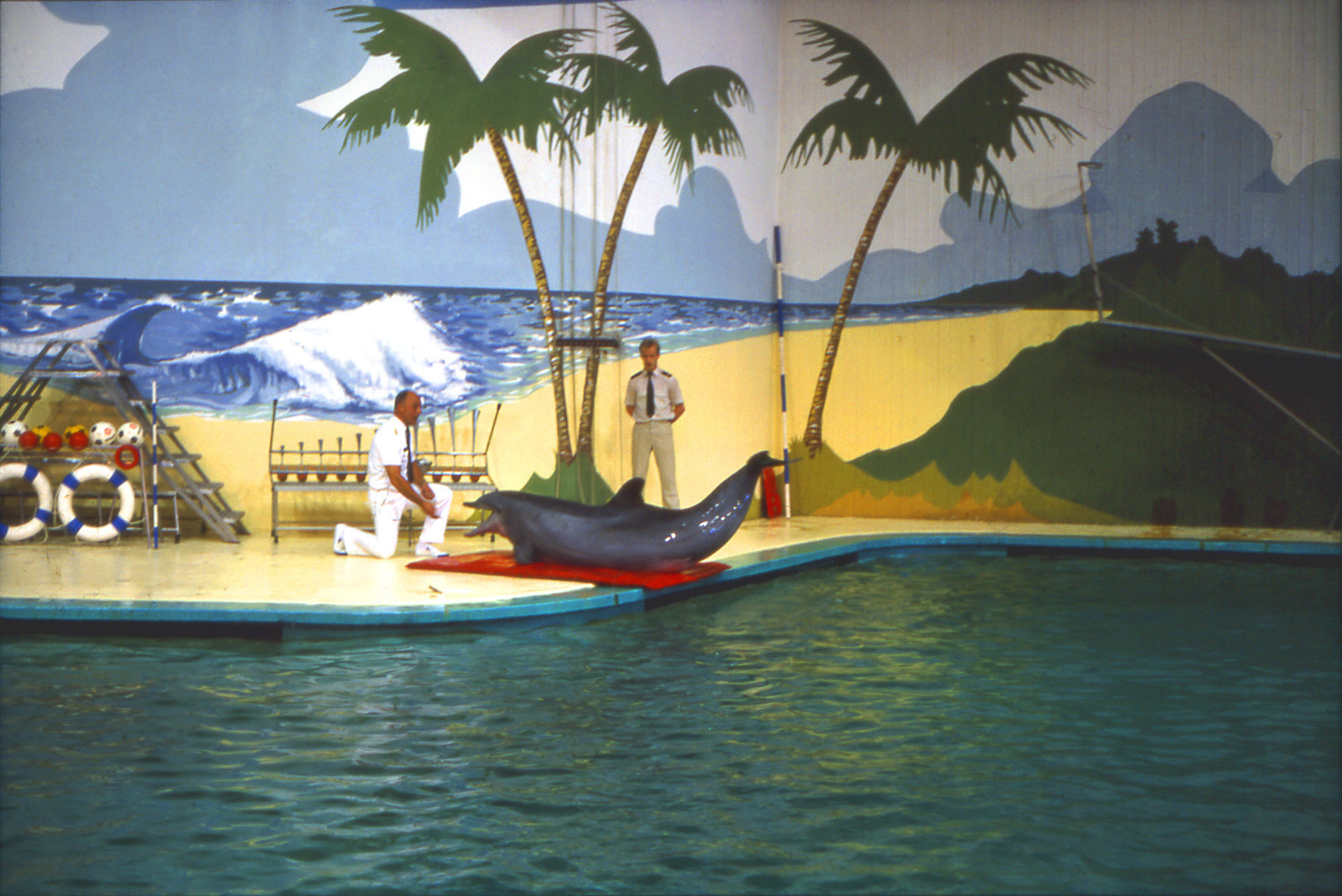
Delfinvorführung Mitte der 1980er Jahre: Großer Tümmler

1971 wurde ein Delphinarium eröffnet, in dem Delfine (Großer Tümmler), Seelöwen und Ende der 1970er auch ein Schwertwal gezeigt wurden. Im Juni 1993 kam es zu Protesten vor dem Haupttor gegen die Tierhaltung in Zoos. Proteste von Tierschützern, Unrentabilität und der Tod des jungen Tümmlers „Sindbad“ während einer Vorführung im Jahr 1992 führten dazu, dass das Delphinarium 1995 geschlossen wurde. Ein Jahr später wurde es abgerissen.
Der Sala am Birma-Teich ist ein Geschenk des thailändischen Honorargeneralkonsuls in Hamburg Wolfgang Krohn und wurde 2002 von Maha Chakri Sirindhorn eingeweiht. 2003 wurde der Haupteingang an die Koppelstraße in unmittelbarer Nähe zum U-Bahnhof Hagenbecks Tierpark der U-Bahn-Linie U2 verlegt, an deren Zugang ein nepalesischer Pagoden-Tempel steht. Das historische Jugendstil-Tor bleibt neben dem Bärengehege als historisches Ensemble erhalten. Im November 2006 eröffnete der Tierpark eine neue Elefanten-Freilaufhalle. 2007, zum 100-jährigen Jubiläum des Tierparks Hagenbeck, wurde das auf über 8.000 Quadratmeter große Tropen-Aquarium eingeweiht. Beide Gebäude befinden sich in unmittelbarer Nähe zum neuen Haupteingang. Im Mai 2009 wurde das Lindner Park-Hotel Hagenbeck als weltweit erstes Tierpark-Themenhotel eröffnet. 2012 wurde die neue Eismeer-Anlage eröffnet und bietet Heimat für Tiere der Arktis und der Antarktis. Sie ersetzt die historische Eismeer-Anlage, die 2009 zum Baubeginn der neuen Anlage abgerissen wurde.
Zwischen November und Dezember 2016 kam es aufgrund des Erregers des Vogelgrippe-Virus H5N8, welcher bei einigen Gänsen (eine Kurzschnabelgans und zwei Kanadagänsen) nachgewiesen wurde, zu der ersten Schließung Hagenbecks. Er blieb für drei Tage geschlossen.

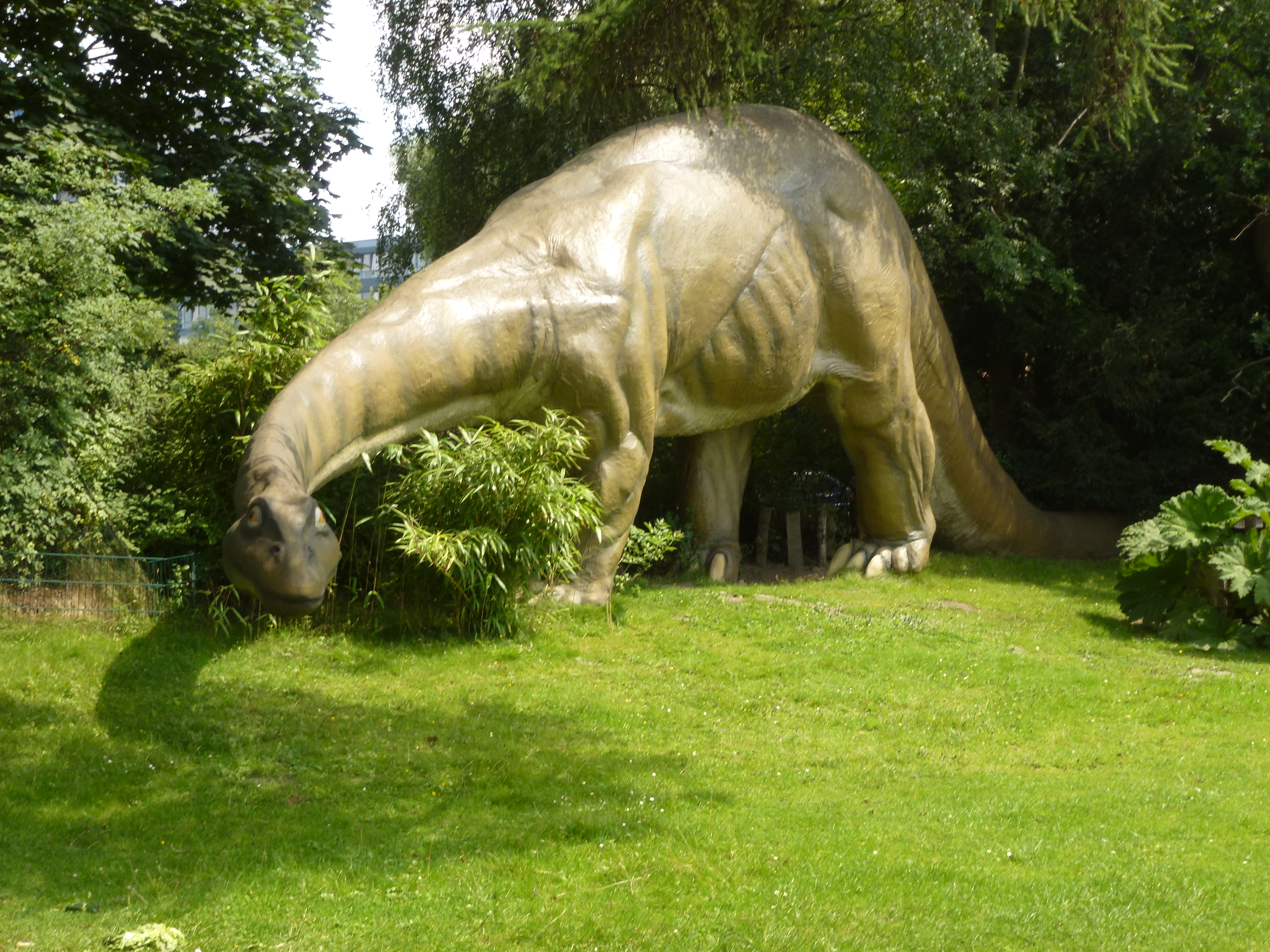
Dinosaurierskulptur nach dem Modell von Josef Pallenberg
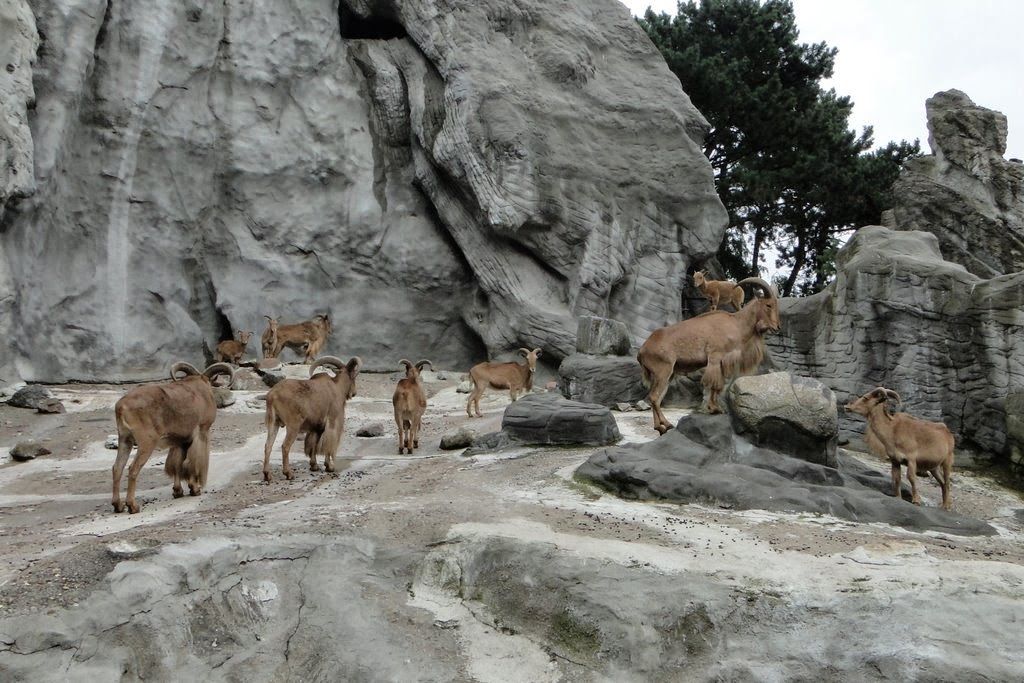
Mähnenspringer vor der künstlichen Felsenkulisse des Afrika-Panoramas
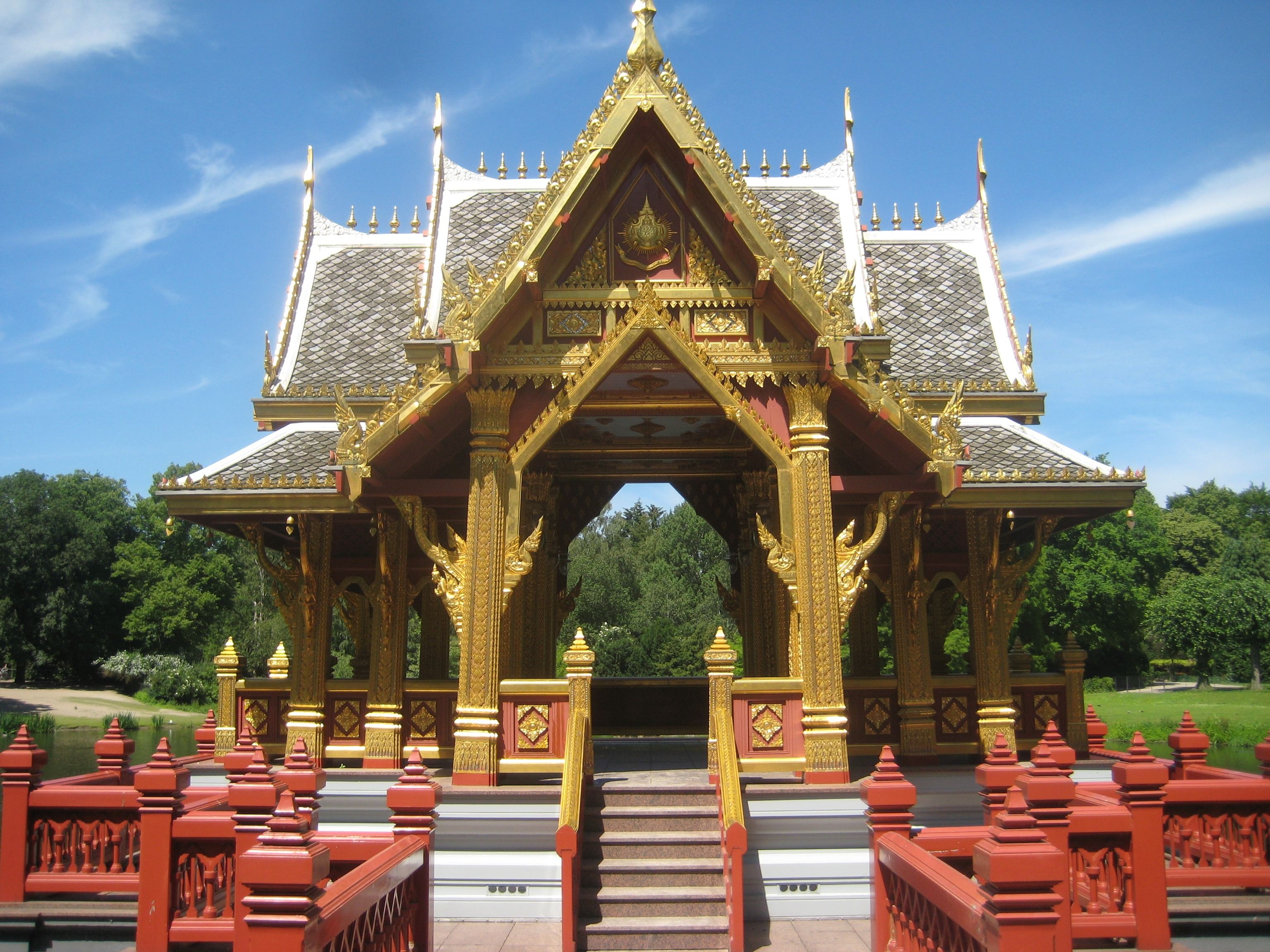
Auf dem Tierparkgelände; Sala
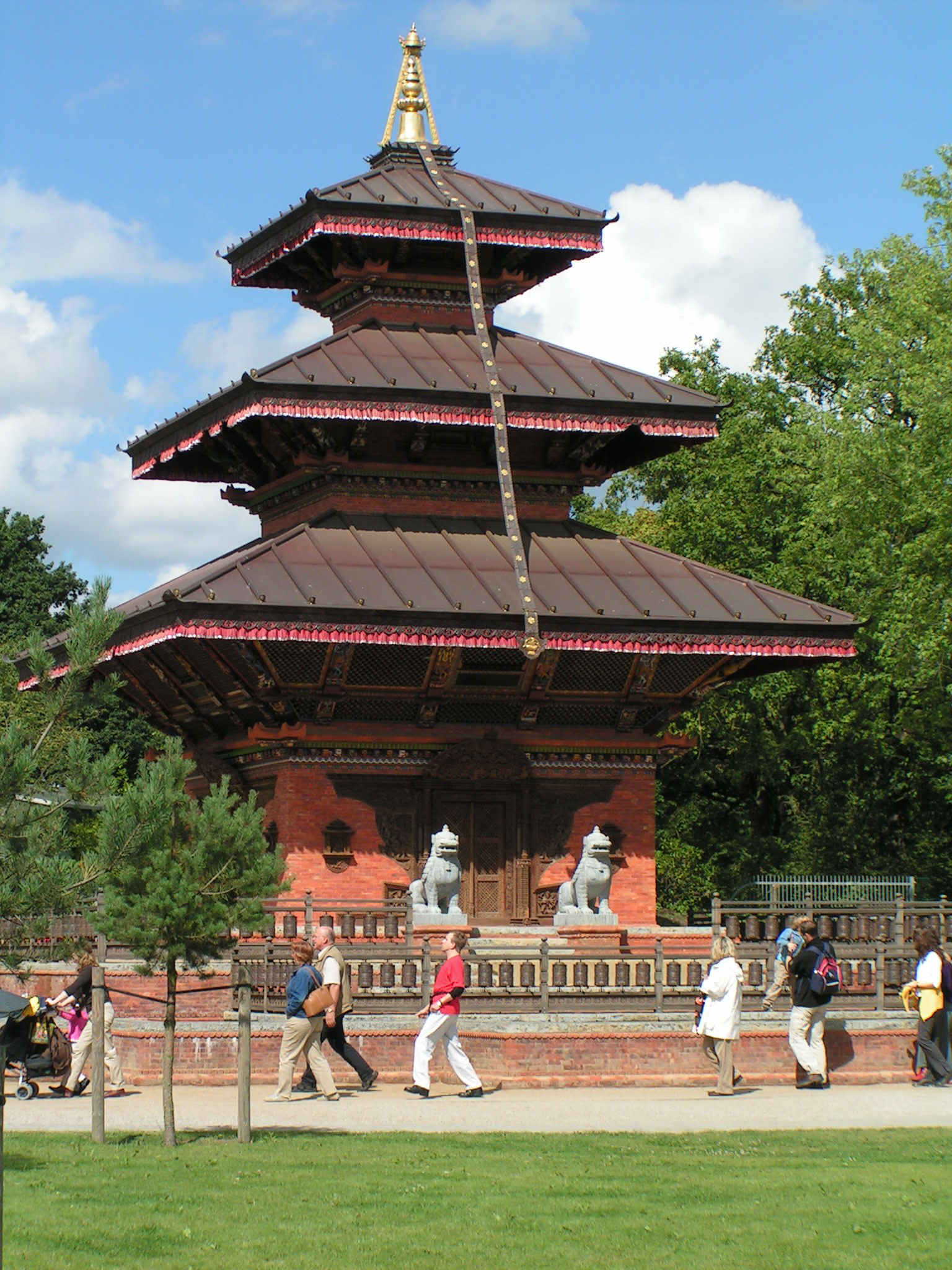
Pagode neben dem Haupteingang
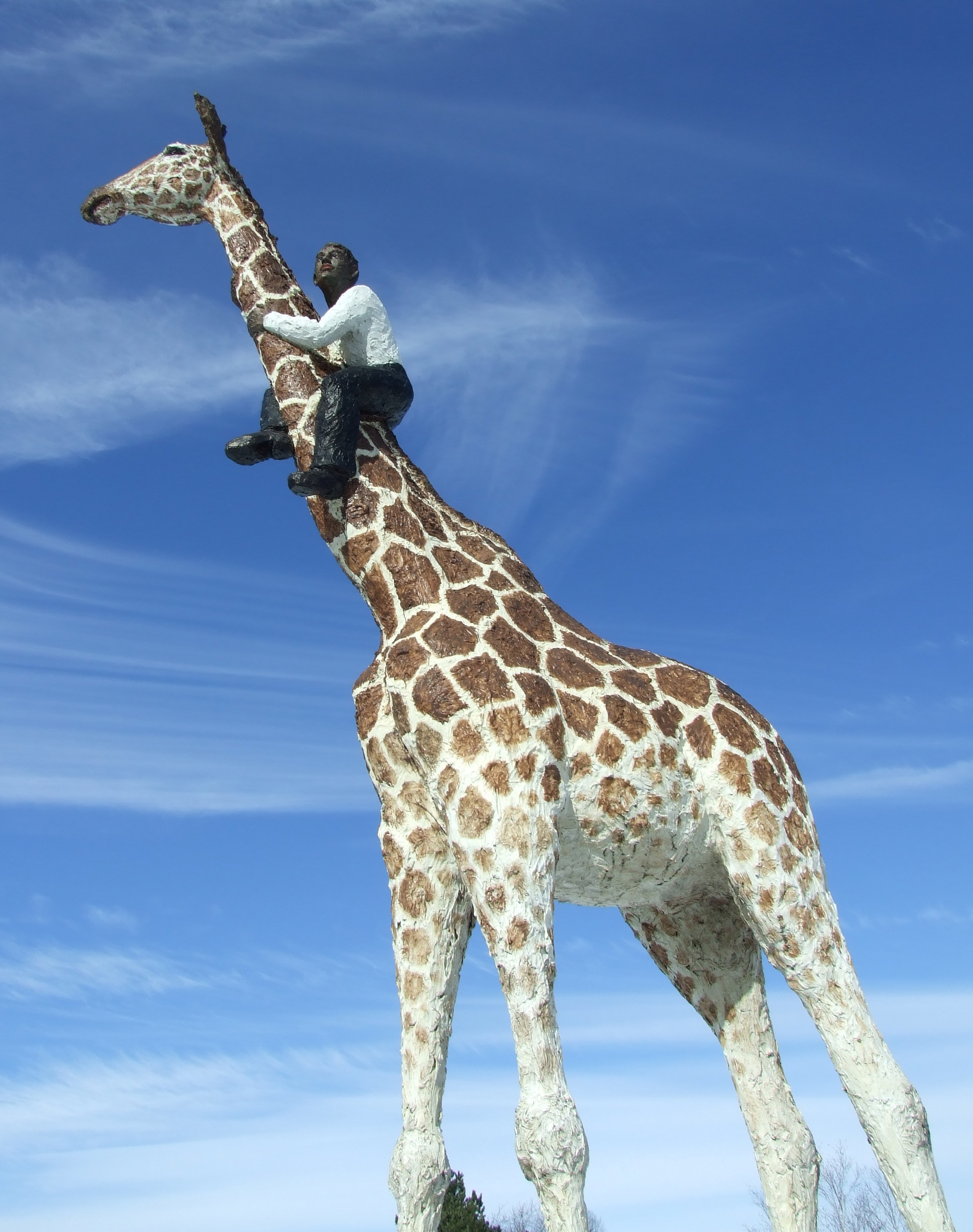
Skulptur von Stephan Balkenhol vor dem Eingang zum Tierpark

## Gehege

### Elefanten-Anlage

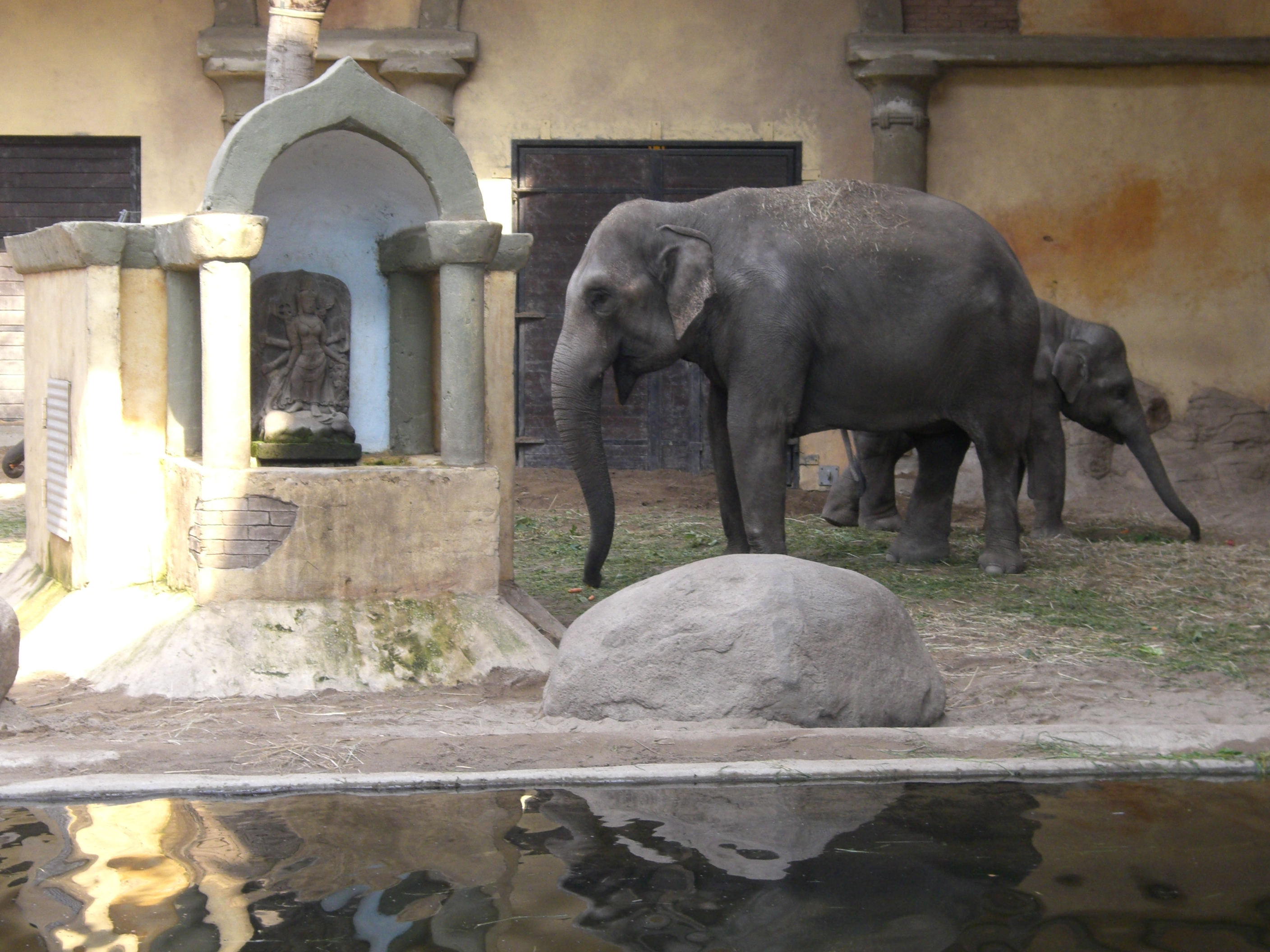
Elefanten-Freilaufhalle

Direkt hinter dem Eingang befinden sich die große Freianlage und die Freilaufhalle für die Asiatischen Elefanten. Die Freianlage lässt sich in einen Herdenbereich und ein Mutter-Kind-Gehege teilen. Zusätzlich gibt es ein Bullengehege, das auch als Hochzeitsgehege dient. Hier kann sich der Bulle ungestört mit seiner jeweiligen Favoritin aufhalten. Der große Herdenbereich wurde bereits 1937 erbaut. Zusätzlich gibt es einen nicht einsehbaren Bullenkral. Die Gesamtfläche aller Freianlagen beträgt etwa 8000 m².
Seit November 2006 besitzt der Zoo eine 500 m² große Freilaufhalle, die optisch einer Tempelruine nachempfunden ist. Die Abgrenzung zum Besucher wird durch einen Wassergraben gebildet, der auch als Badebecken dient. Neben der Freilauffläche gibt es noch einen Boxenbereich und einen Geburtsstall, in dem die Elefantenkuh in der Gruppe ihr Baby zur Welt bringen kann. Insgesamt stehen den Elefanten im Haus 1100 m² zur Verfügung.
Das Bullenhaus, das 1980 als erstes in Deutschland gebaut wurde, ist nicht einsehbar. Von April 2013 bis März 2017 lebte hier der aus dem Tierpark Hellabrunn entliehene Gajendra.

### Das Eismeer

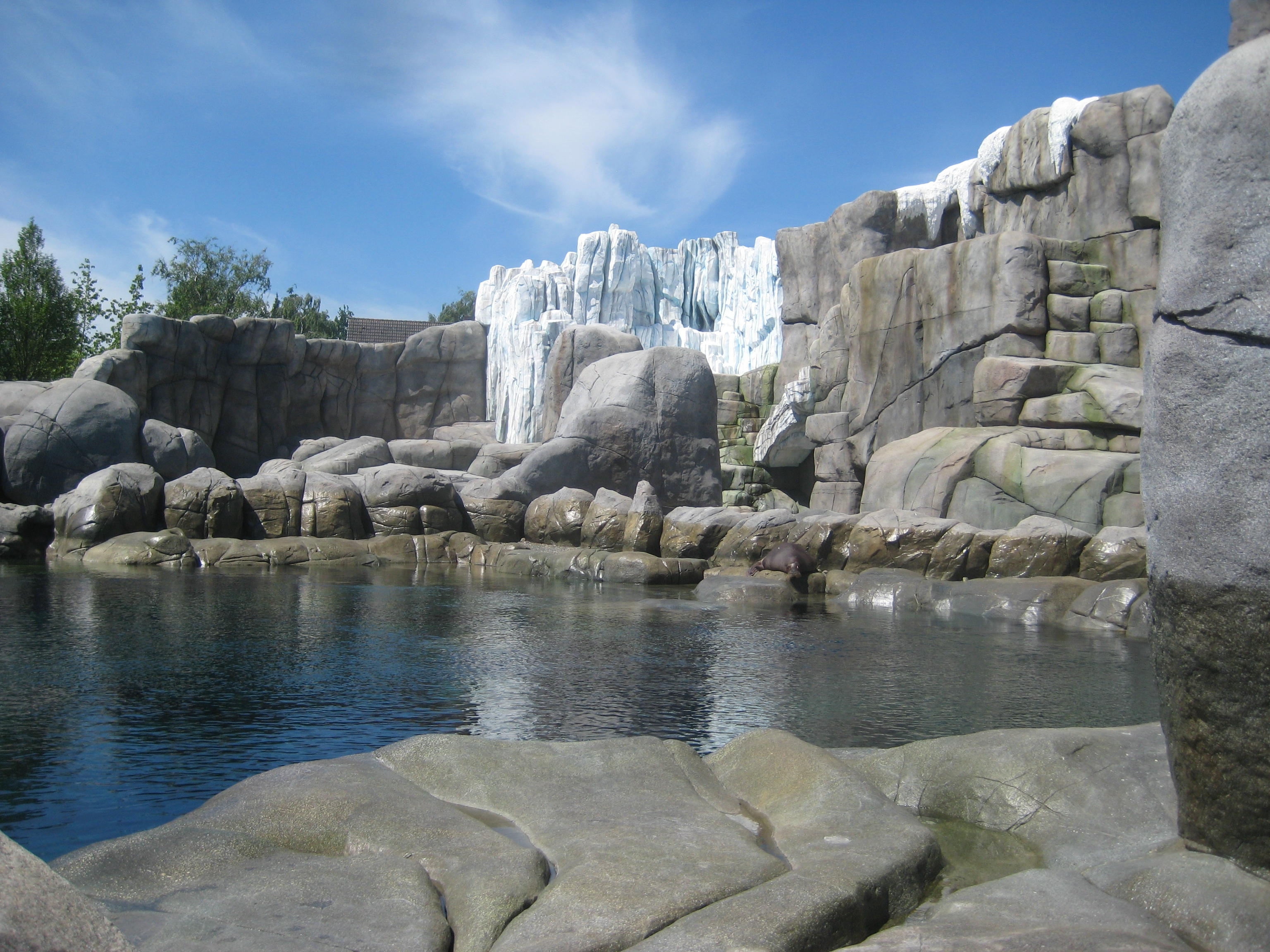
Neues Eismeer, Außenanlagen, Eröffnung am 19. Juni 2012

Das neue Eismeer fußt auf historischem Boden: Mit der Tierpark-Eröffnung 1907 weihte der Gründer Carl Hagenbeck hier das „Nordland-Panorama“ ein und präsentierte damals weltweit erstmals eine arktische Landschaft mit Tieren, die nur durch Gräben von den Besuchern getrennt waren. Während des Zweiten Weltkriegs wurde das Eismeer-Panorama schwer beschädigt, und Hagenbeck konnte später lediglich Teile der Anlage wiederherstellen. Im Laufe der Jahrzehnte führten Verwitterung und Abnutzung zu großen Schäden an den Kunstfelsen. Kleine Schönheitsreparaturen reichten nicht mehr aus, daher riss Hagenbeck 2009 die baufällig gewordene historische Anlage ab und errichtete sie unter Berücksichtigung der Auflagen des Denkmalschutzes und modernem Standard entsprechend neu.
Die 21 Mio. Euro teure neue Eismeer-Anlage wurde am 5. Juli 2012 eröffnet. Das Energiekonzept beinhaltet Regen- und Brauchwassernutzung, geothermische Wärmetauscher und solar erzeugten Strom. Eine Gesamtfläche von mehr als 8000 m² und innovative Kälte- und Wassertechnik sorgen dafür, dass die tierischen Bewohner naturnahe Bedingungen vorfinden. 1200 m² Wasserfläche und 5300 m³ Wasser in verschiedenen Becken bieten den Tieren viel Platz. Beobachtungen von tauchenden Eisbären, Seebären, Walrossen und Pinguinen sind durch große Panoramascheiben möglich.
Am 19. Dezember 2022 wurde der erste Eisbärennachwuchs seit der Eröffnung 2012 geboren. Die Mutter Victoria wurde ebenfalls in Hagenbeck geboren. Der Vater Kap soll den Tierpark verlassen, weil der Platz in der Eismeer-Anlage begrenzt ist.
Das Eismeer beherbergt Deutschlands einzige Walross-Zuchtgruppe. Am 15. Juni 2014 wurde das Walrossbaby Thor geboren; seine Mutter ist Dyna und sein Vater Odin. Es ist das erste in Deutschland geborene Walross. Das am 5. Juni 2015 geborene Weibchen Loki hatte eine angeborene Missbildung und starb am 21. August 2017. Ihre Eltern waren Polosa und Odin. Sie war nach Thor das zweite in Deutschland geborene Walross. Das dritte, im Juni 2018 zur Welt gekommene Walross verstarb am 31. August 2018.
Verschiedene Seevogelarten leben in der begehbaren Seevogel-Voliere, für die eine spezielle Wellenanlage entwickelt wurde. Antarktische Pinguine – Eselspinguine und Königspinguine – können in ihrem neuartigen Gehege nicht nur schwimmen, sondern mit Klettern, Rutschen und Hüpfen ihr gesamtes Repertoire an natürlichen Bewegungsabläufen nutzen. Der Einsatz von Kühlmaschinen sorgt in dieser Anlage ganzjährig für Temperaturen von 7 °C.

### Felsenlandschaften
Im Park befinden sich Kunstfelsen, der wohl auffälligste Felsen ist jener am Afrika-Panorama. Erbaut wurden die Felsen unter der Leitung von Urs Eggenschwyler. Sie wurden ursprünglich als Holzgerüst mit auf einem Drahtgitter aufgeworfenen Beton errichtet, inzwischen ist die Innenkonstruktion durch Stahl und Beton ersetzt.

### Weitere Anlagen

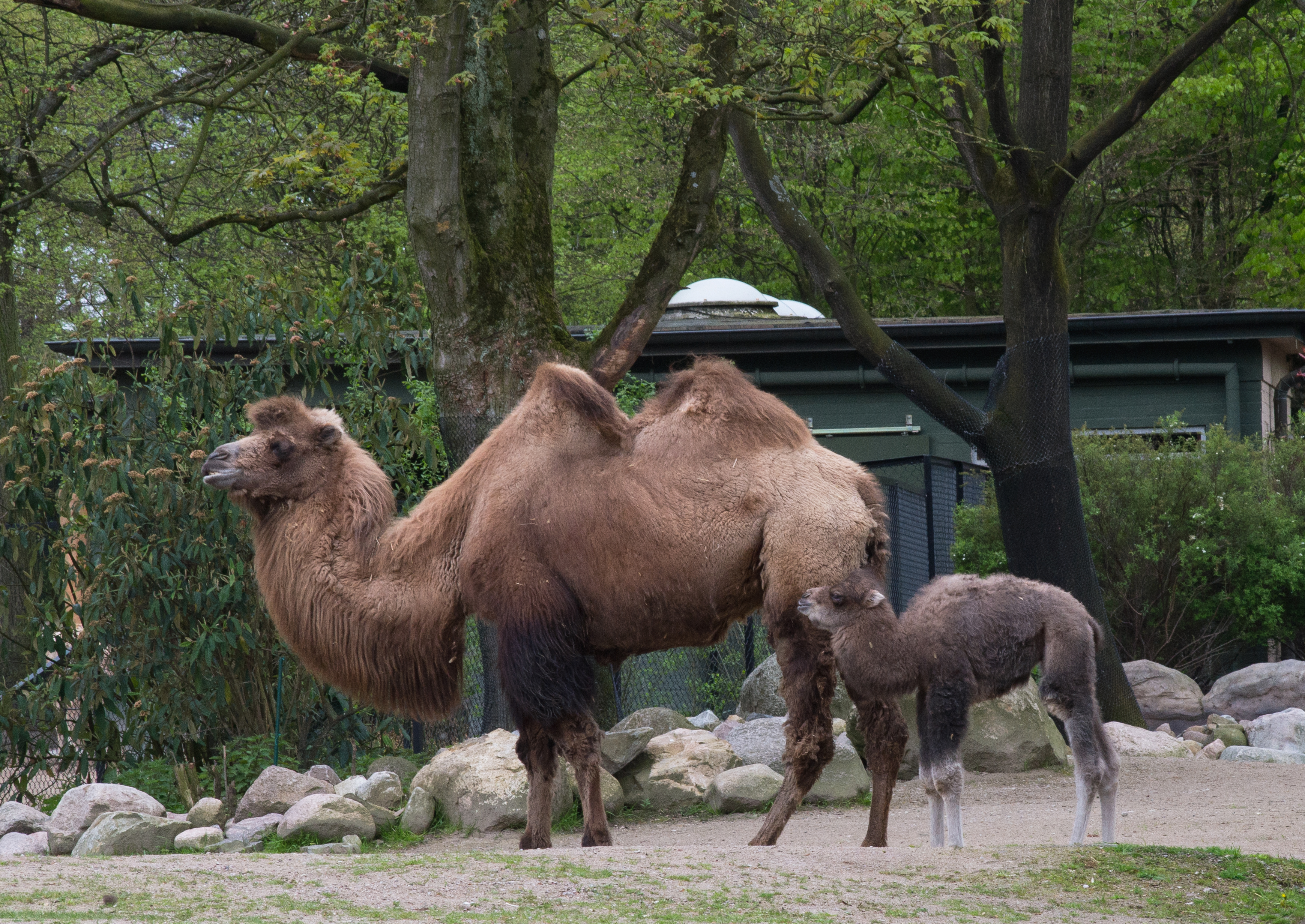
Kamele

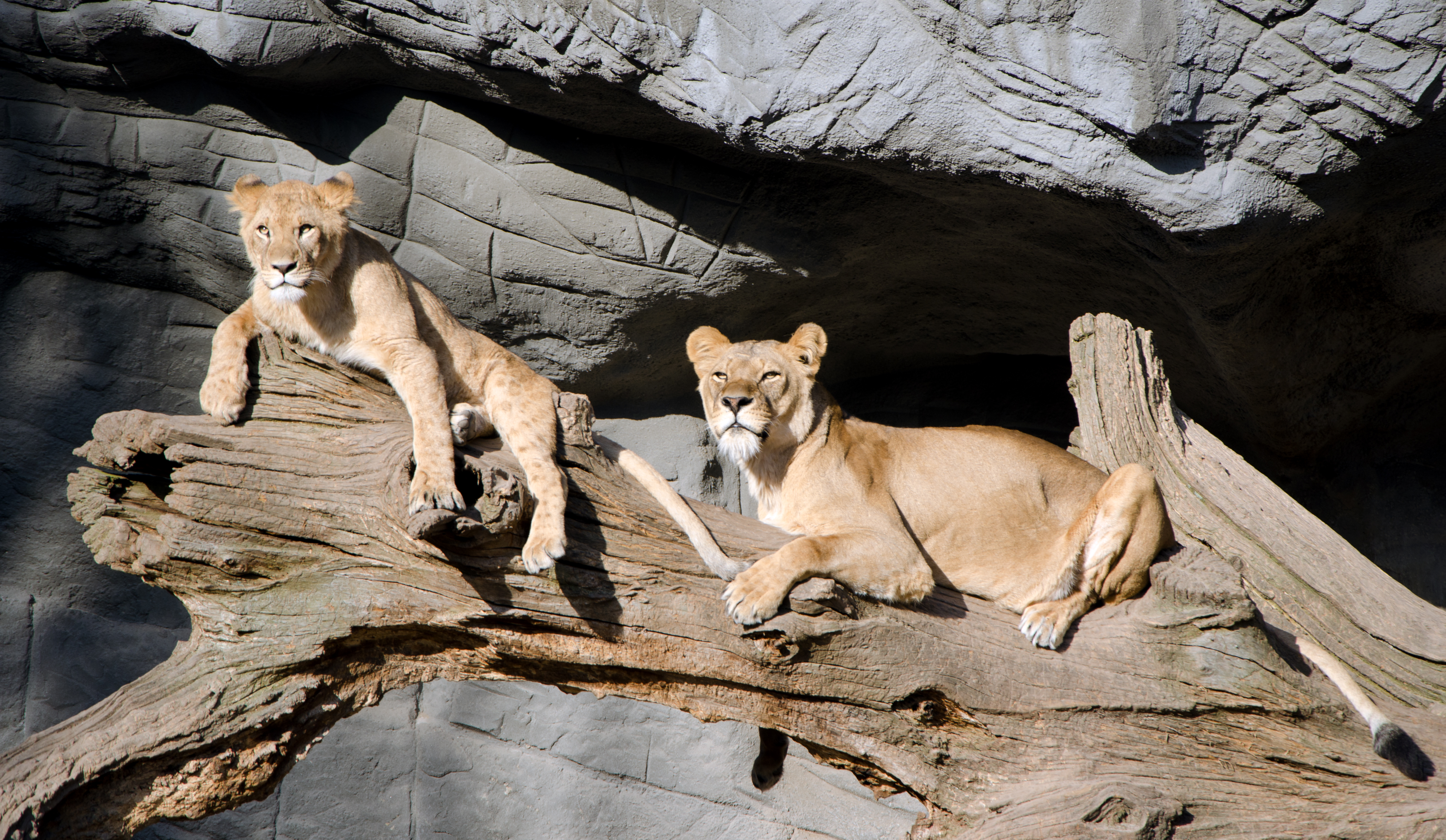
Löwenschlucht

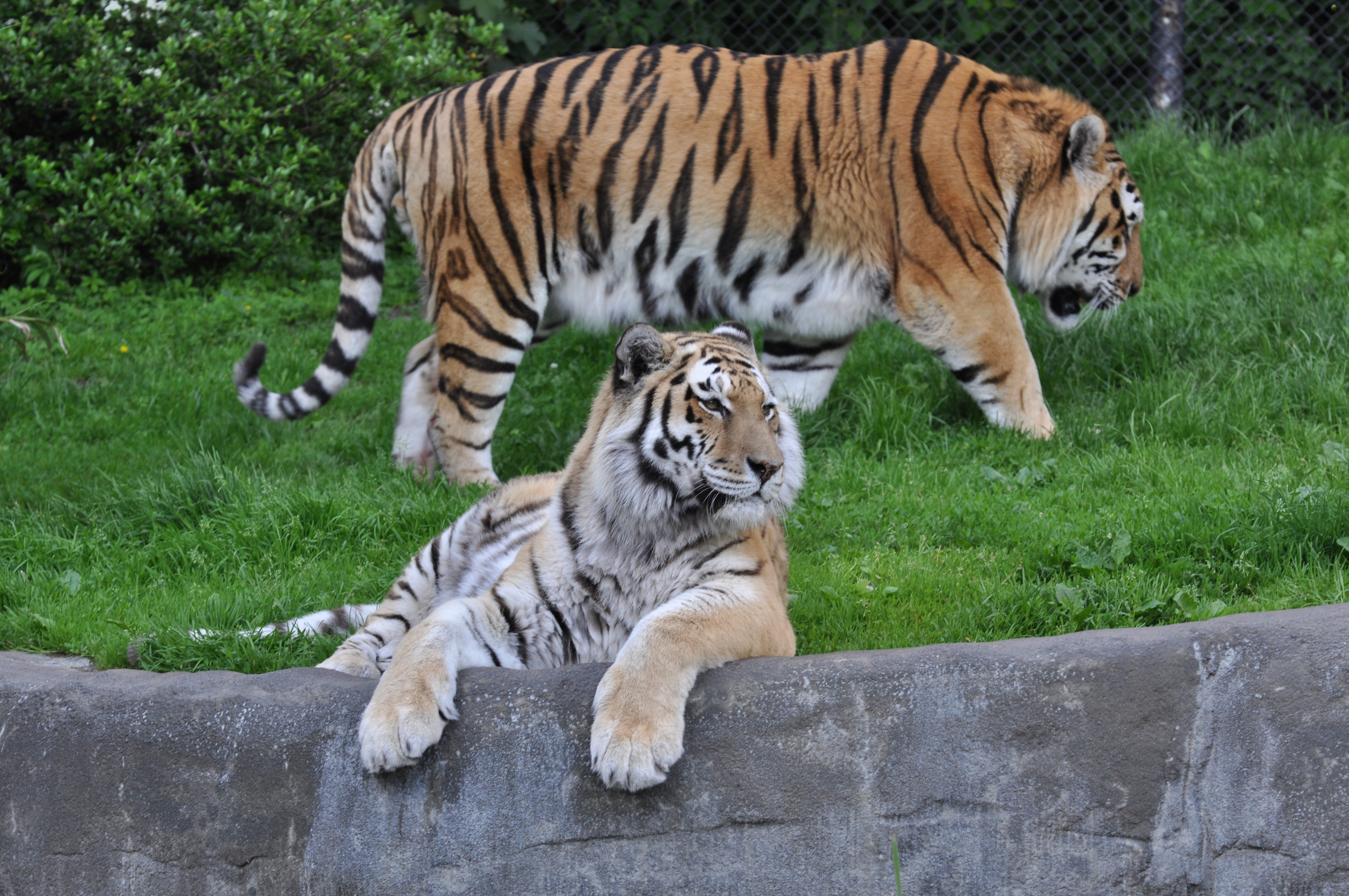
Sibirische Tiger

- Asiatische Steppe für Kamele und Onager
- Pavianfelsen für Mantelpaviane
- Bärenplateau direkt vorm historischen Eingang für Kamtschatkabären
- Vogelwiese für Störche und Kraniche
- Vogelhaus, erbaut 1907, für Kleinvögel
- Afrika-Panorama und Großer Vogelteich, mit Anlagen für Pinselohrschweine und Tiere der Afrikanischen Steppe: Warzenschweine, Zebras und Strauße und der Löwenschlucht
- Giraffenanlage für Rothschild-Giraffen, Hornraben, Impalas und Große Kudus
- Großer Felsen mit Anlagen für Himalaya-Tahre, Mähnenspringer und Rote Pandas
- Anlage für chinesische Leoparden
- Anlage für Amur-Tiger
- Orang-Utan-Haus, vergesellschaftet mit Zwergottern
- Anlage für Bisons und davorgelagert für Präriehunde und Baumstachler
- Anlage für Alpaka, Nandus und Wasserschweine
- Gehege für Flachlandtapire
- Anlage für Stachelschweine
- Gehege für Wapitihirsche
- Voliere für Schneeeulen

## Tropen-Aquarium Hagenbeck

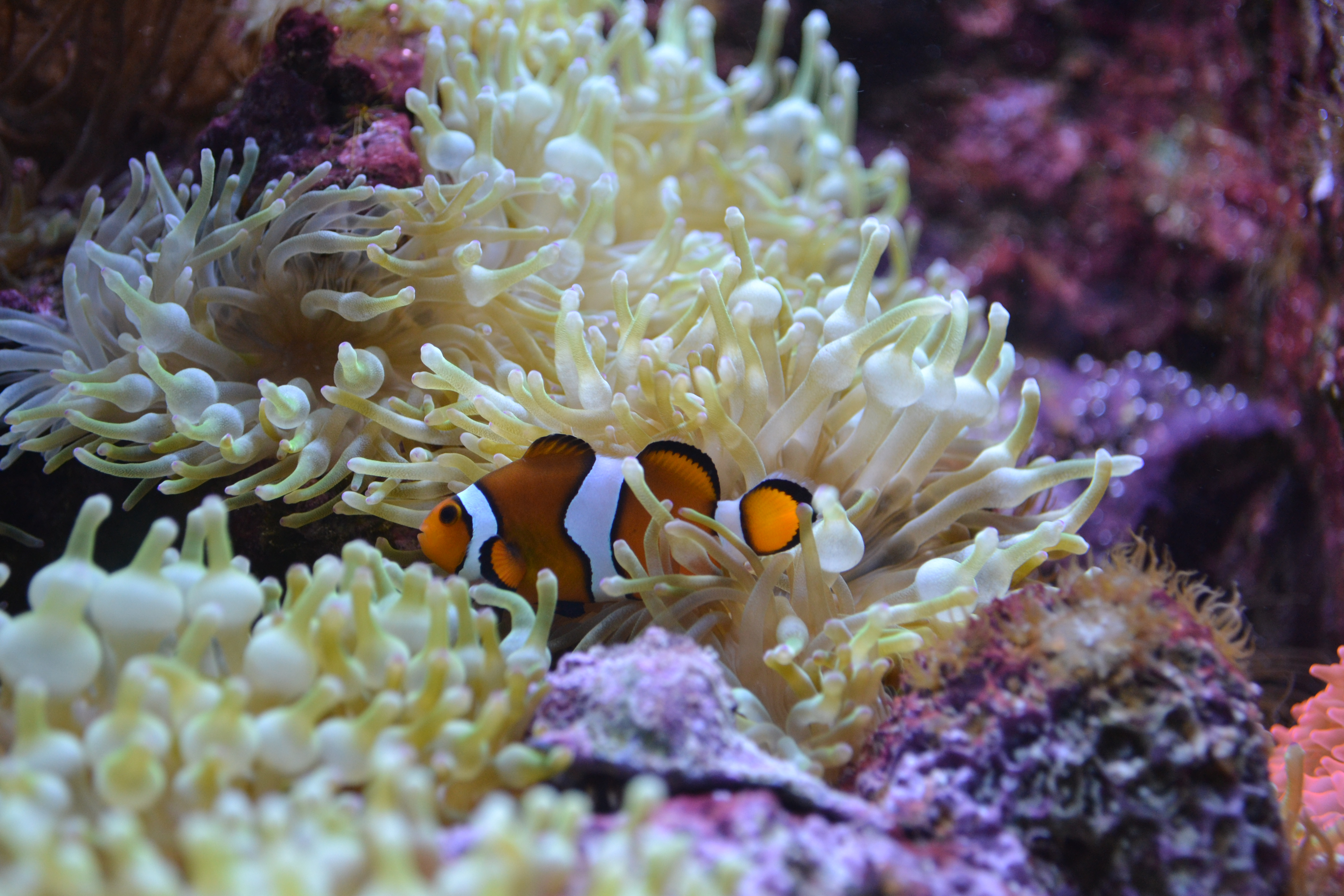
Falscher Clownfisch (Amphiprion ocellaris) im Tropen-Aquarium Hagenbeck

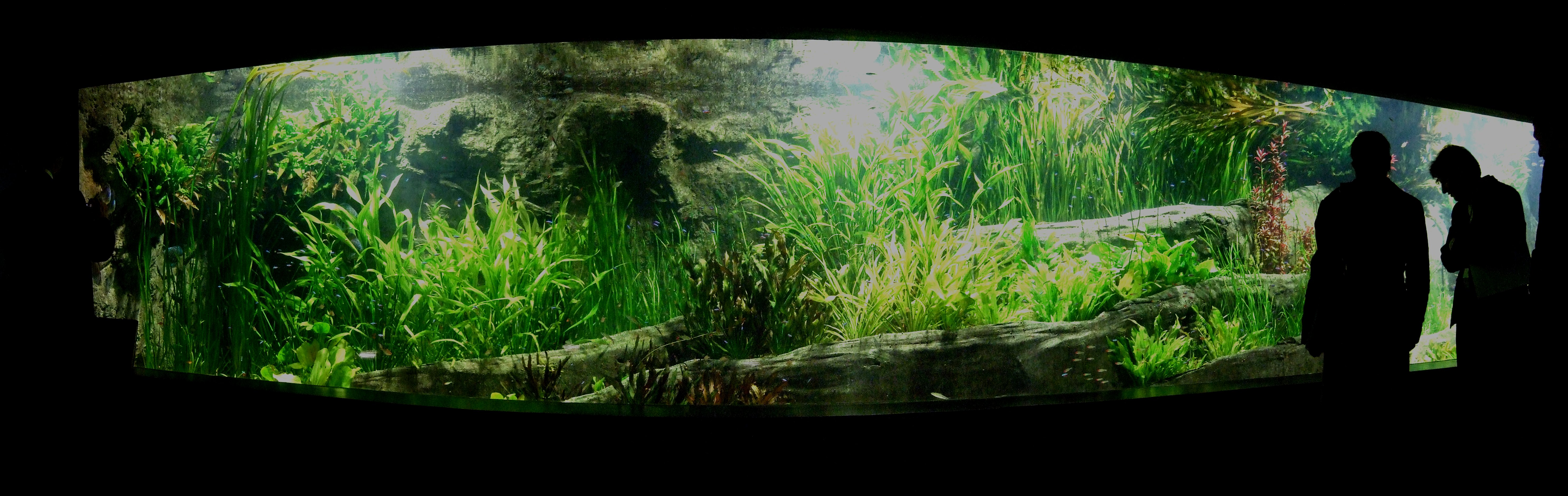
Im Tropen-Aquarium

Zum hundertjährigen Jubiläum des Tierparks eröffnete im Mai 2007 das Tropen-Aquarium als eigenständige Attraktion. Nachdem das seit 1959 im Park bestehende Troparium 2005 geschlossen worden war, begannen Ende desselben Jahres die Arbeiten für den Neubau neben dem Eingang zum Tierpark. Für 24 Millionen Euro entstand ein 8000 Quadratmeter umfassendes Gebäude, das äußerlich einer Festungsanlage ähnelt und in die Themenbereiche Tropenwelt, Höhlenwelt, Giftschlangendorf und Unterwasserwelt gegliedert ist. Dort sind 14.300 exotische Tiere beheimatet.
In Rückbesinnung auf Carl Hagenbecks Ideen sind Biotop-Anlagen wie die des Klippschliefers entstanden, die sich in der Gestaltung an den natürlichen Lebensräumen orientieren und entsprechend mehrere Arten umfassen. Wie beim Tierpark auch wurden Wassergräben und ähnliche Hindernisse eingesetzt, um die freie Sicht der Besucher auf die Anlagen zu ermöglichen. Die Unterwasserwelt enthält 29 Süß- und Seewasseraquarien, von denen das größte mit 1,8 Millionen Litern Wasser gefüllt ist. Eine 14 Meter lange und 6 Meter hohe, konkav gebogene Acrylscheibe gewährt dort Einblick in das Hai-Atoll.
Insgesamt werden im Tropen-Aquarium über 300, zum Teil gefährdete, Arten gezeigt, darunter beispielsweise Kattas, Schlangen, Haie, Rochen, Krokodile, Fledermäuse, Echsen, Frösche und Spinnen.

## Prominente Tiere

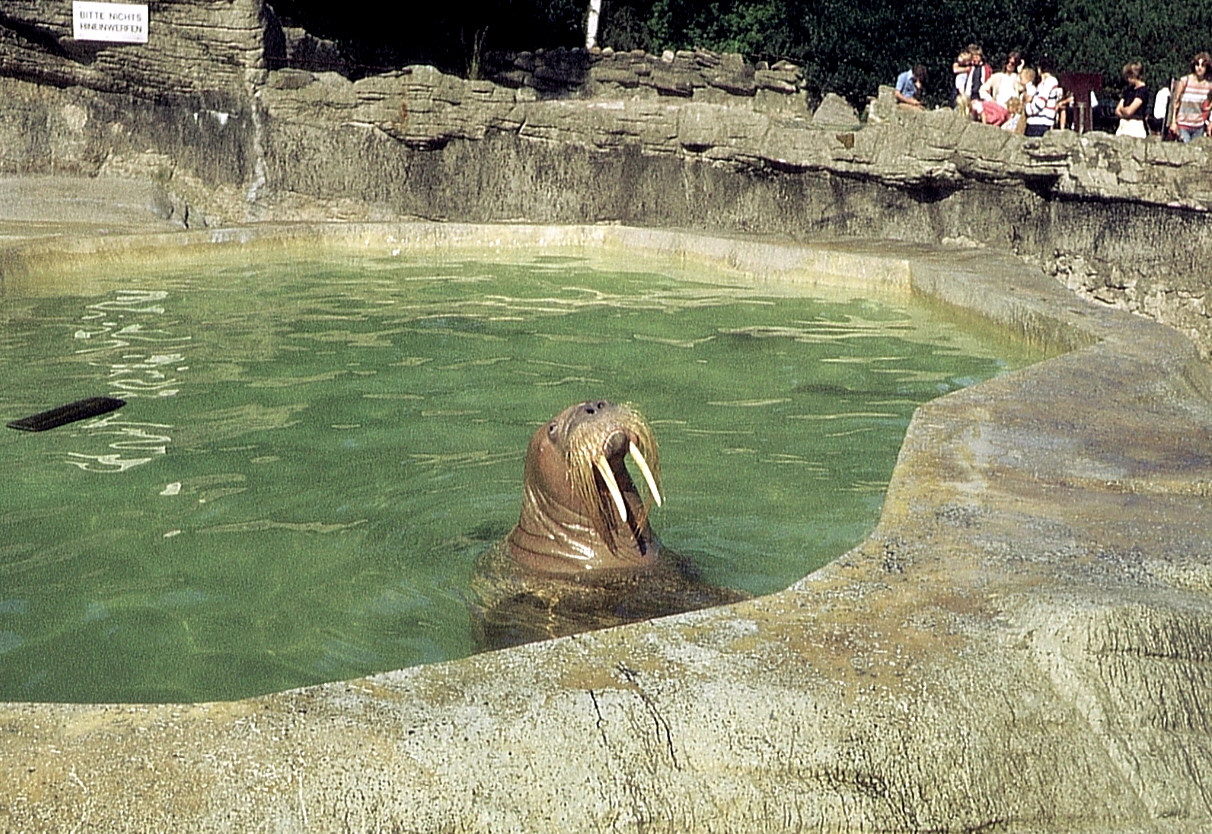
Walross Antje, 1982

Der bekannteste Bewohner des Tierparks Hagenbeck war das Walross Antje, das am 17. Juli 2003 im Alter von 27 Jahren starb. Zuvor war die Walross-Dame über viele Jahre NDR-Maskottchen gewesen.
Im Tierpark Hagenbeck lebt der weltweit älteste Orang-Utan. Das Sumatra-Orang-Utan-Weibchen Bella wurde ca. 1961 geboren und lebt seit 1964 im Hamburger Tierpark. In freier Wildbahn liegt die Lebenserwartung der Affenart bei rund 50 Jahren.

## Kritik
Die mangelnde Aufarbeitung der kolonialen Vergangenheit des Tierparks wird seit geraumer Zeit von Zivilgesellschaft und Nachfahren der an den Menschenausstellungen Beteiligten kritisiert. Die sklavenähnlichen und realitätsverzerrenden Beschäftigungsverhältnisse sind bereits durch Briefe damaliger Beteiligter an den französischen Kolonialminister belegt. Auch die Überlassung einiger in missbräuchliche medizinische Untersuchungen lässt sich nachvollziehen. Nach Historiker Jürgen Zimmerer hätten die Ausstellungen in der deutschen Bevölkerung ein rassistisches Menschenbild und Stereotype verstärkt, die es so real nie gegeben habe. Der Fußballer Christian Karembeu forderte die Freigabe von Unterlagen und historische Aufarbeitung durch den Tierpark und die Familie Hagenbeck. Laut Berichten von Panorama und anderer Rundfunkmedien erinnert am Ort des Geschehens weiter kein Hinweis an die Ausstellungspraxis. Gesprächsgesuche und Anfragen gegenüber Parkleitung und Nachkommen Hagenbecks wurden abgelehnt.